# Sybra lineata
Sybra lineata là một loài bọ cánh cứng trong họ Cerambycidae.